# Giải vô địch bóng đá bãi biển thế giới 2005
Giải vô địch bóng đá bãi biển thế giới 2005 là giải đấu lần đầu tiên của Giải vô địch bóng đá bãi biển thế giới, giải đấu bóng đá bãi biển quốc tế giữa các đội tuyển quốc gia nam và do FIFA tổ chức. Nhìn chung, đây là giải đấu lần thứ 11  kể từ khi phiên bản giải đấu của BSWW tổ chức lần đầu vào năm 1995. Được tổ chức tại Bãi biển Copacabana, Rio de Janeiro, Brasil từ ngày 8 đến ngày 15 tháng 5.
Pháp đã đánh bại Bồ Đào Nha với tỷ số 1–0 trong loạt loạt sút luân lưu sau khi hòa 3–3 trong hiệp phụ để giành chức vô địch đầu tiên.

## Tổ chức
12 đội tham dự vòng chung kết tại Brasil được chia thành bốn bảng, mỗi bảng ba đội. Mỗi đội đấu với hai đội khác trong bảng theo thể thức vòng tròn, với hai đội đứng đầu sẽ vào vòng tứ kết. Các vòng tứ kết, bán kết và trận chung kết được thi đấu theo thể thức đấu loại trực tiếp.

## Đội tuyển

### Vòng loại
Các đội tuyển châu Âu giành được quyền tham dự thông qua ba vị trí cao nhất của Giải vô địch bóng đá bãi biển châu Âu 2004. Vị trí cuối cùng được tranh tài giữa bốn đội đứng thứ hai trong một giải đấu loại trực tiếp nhỏ diễn ra vài ngày trước khi giải vô địch thế giới bắt đầu, trong đó Tây Ban Nha giành chiến thắng. Vòng loại khu vực Nam Mỹ và Bắc Mỹ xác định bằng ba vị trí cao nhất của Giải vô địch bóng đá bãi biển CONCACAF và CONMEBOL 2005. Các quốc gia khác tham dự trực tiếp bằng lời mời.
Đây là mùa giải đầu tiên mà mọi châu lục đều có đại diện.

### Tham dự
| Khu vực châu Á: - Nhật Bản - Thái Lan Khu vực châu Phi: - Nam Phi Khu vực châu Âu: - Pháp - Bồ Đào Nha - Tây Ban Nha - Ukraina1 | Khu vực Bắc, Trung Mỹ và Caribe: - Hoa Kỳ Khu vực châu Đại Dương: - Úc1 Khu vực Nam Mỹ: - Argentina - Uruguay Chủ nhà: - Brasil (Nam Mỹ) |

Chú thích:
1. Các đội tuyển lần đầu tiên tham dự.

## Vòng bảng
Tất cả các trận đấu diễn ra theo giờ địa phương tại Rio de Janeiro, (UTC-3)

### Bảng A
| Đội         | ST | T | T+ | B | BT | BB | HS  | Đ |
| ----------- | -- | - | -- | - | -- | -- | --- | - |
| Brasil      | 2  | 2 | 0  | 0 | 13 | 3  | +10 | 6 |
| Tây Ban Nha | 2  | 1 | 0  | 1 | 5  | 5  | 0   | 3 |
| Thái Lan    | 2  | 0 | 0  | 2 | 3  | 13 | −10 | 0 |

| Brasil                                                                                            | 9–2      | Thái Lan                |
| ------------------------------------------------------------------------------------------------- | -------- | ----------------------- |
| Junior Negão 2' · Nenem 10', 16', 20' · Bruno 11', 32' · Betinho 13' · Benjamin 25' · Juninho 31' | Chi tiết | 26' Pongsak · 31' Sanae |

| Tây Ban Nha                        | 4–1      | Thái Lan    |
| ---------------------------------- | -------- | ----------- |
| Amarelle 16', 28' · David 32', 32' | Chi tiết | 28' Anupong |

| Brasil                                                  | 4–1      | Tây Ban Nha |
| ------------------------------------------------------- | -------- | ----------- |
| Benjamin 4' · Junior Negão 5' · Nenem 15' · Juninho 34' | Chi tiết | 2' Amarelle |

### Bảng B
| Đội        | ST | T | T+ | B | BT | BB | HS  | Đ |
| ---------- | -- | - | -- | - | -- | -- | --- | - |
| Bồ Đào Nha | 2  | 2 | 0  | 0 | 13 | 3  | +10 | 6 |
| Nhật Bản   | 2  | 1 | 0  | 1 | 3  | 6  | −3  | 3 |
| Hoa Kỳ     | 2  | 0 | 0  | 2 | 5  | 12 | −7  | 0 |

| Bồ Đào Nha                     | 4–0      | Nhật Bản |
| ------------------------------ | -------- | -------- |
| Alan 9', 19' · Madjer 13', 31' | Chi tiết |          |

| Hoa Kỳ                 | 2–3      | Nhật Bản                             |
| ---------------------- | -------- | ------------------------------------ |
| Astorga 1' · Testa 19' | Chi tiết | 14' Kuroki · 17' Toma · 29' Nakamura |

| Bồ Đào Nha                                                                                | 9–3      | Hoa Kỳ                                  |
| ----------------------------------------------------------------------------------------- | -------- | --------------------------------------- |
| Hernani 3' · Alan 6', 18' · Madjer 10', 22', 29' · Jonas 10' · Belchior 20' · Marinho 30' | Chi tiết | 24' Braga · 30' Astorga · 33' Farberoff |

### Bảng C
| Đội     | ST | T | T+ | B | BT | BB | HS  | Đ |
| ------- | -- | - | -- | - | -- | -- | --- | - |
| Uruguay | 2  | 2 | 0  | 0 | 12 | 7  | +5  | 6 |
| Ukraina | 2  | 1 | 0  | 1 | 12 | 6  | +6  | 3 |
| Nam Phi | 2  | 0 | 0  | 2 | 4  | 15 | −11 | 0 |

| Uruguay                                                                | 7–3      | Nam Phi                         |
| ---------------------------------------------------------------------- | -------- | ------------------------------- |
| Martin 1', 28' · Chueco 1' · Parrillo 9' · Fabian 13' · Ricar 27', 32' | Chi tiết | 1', 32' Francisco · 23' Mthembu |

| Ukraina                                                                                             | 8–1      | Nam Phi   |
| --------------------------------------------------------------------------------------------------- | -------- | --------- |
| Ulianytskyi 7' · Varenytsya 18', 31' · Moroz 9' · Koryenyev 10', 20' · Pylypenko 13' · Bozhenko 22' | Chi tiết | 34' Dicks |

| Uruguay                                      | 5–4      | Ukraina                                                      |
| -------------------------------------------- | -------- | ------------------------------------------------------------ |
| Seba 8', 29' · Ricar 13' · Parrillo 24', 32' | Chi tiết | 14' Varentsya · 22' Bozhenko · 26' Pylypenko · 28' Koryenyev |

### Bảng D
| Đội       | ST | T | T+ | B | BT | BB | HS  | Đ |
| --------- | -- | - | -- | - | -- | -- | --- | - |
| Pháp      | 2  | 2 | 0  | 0 | 13 | 3  | +10 | 6 |
| Argentina | 2  | 1 | 0  | 1 | 5  | 9  | −4  | 3 |
| Úc        | 2  | 0 | 0  | 2 | 2  | 8  | −6  | 0 |

| Pháp                                                       | 5–1      | Úc              |
| ---------------------------------------------------------- | -------- | --------------- |
| Cardoso 3', 30' · Ottavy 11' · Sciortino 15' · Edouard 25' | Chi tiết | 16' Karavatakis |

| Argentina                    | 3–1      | Úc              |
| ---------------------------- | -------- | --------------- |
| Hilaire 7', 28' · Acosta 14' | Chi tiết | 25' Buonavoglia |

| Pháp                                                                                    | 8–2      | Argentina                  |
| --------------------------------------------------------------------------------------- | -------- | -------------------------- |
| Mendy 5' · Sciortino 6' · Sansoni 11' · Ottavy 12', 32' · Samoun 17', 29' · Cardoso 24' | Chi tiết | 24' Petrasso · 26' Hilaire |

## Vòng đấu loại trực tiếp
|  | Tứ kết              | Tứ kết              |                     |       | Bán kết       | Bán kết       |  |  | Chung kết | Chung kết |
|  |                     |                     |                     |       |               |               |  |  |           |           |
|  | 12 tháng 5 năm 2005 |                     |                     |       |               |               |  |  |           |           |
|  |                     |                     |                     |       |               |               |  |  |           |           |
|  | Pháp                | 7                   |                     |       |               |               |  |  |           |           |
|  | Pháp                | 7                   | 14 May 2005         |       |               |               |  |  |           |           |
|  | Tây Ban Nha         | 4                   |                     |       |               |               |  |  |           |           |
|  | Tây Ban Nha         | 4                   | Pháp                | 4     |               |               |  |  |           |           |
|  | 12 tháng 5 năm 2005 |                     | Pháp                | 4     |               |               |  |  |           |           |
|  |                     | Nhật Bản            | 1                   |       |               |               |  |  |           |           |
|  | Uruguay             | Nhật Bản            | 1                   | 3     |               |               |  |  |           |           |
|  | Uruguay             |                     | 15 tháng 5 năm 2005 | 3     |               |               |  |  |           |           |
|  | Nhật Bản            | 4                   |                     |       |               |               |  |  |           |           |
|  | Nhật Bản            | 4                   | Pháp (p)            | 3 (1) |               |               |  |  |           |           |
|  | 12 tháng 5 năm 2005 |                     | Pháp (p)            | 3 (1) |               |               |  |  |           |           |
|  |                     | Bồ Đào Nha          | 3 (0)               |       |               |               |  |  |           |           |
|  | Bồ Đào Nha          | Bồ Đào Nha          | 3 (0)               | 5     |               |               |  |  |           |           |
|  | Bồ Đào Nha          | 14 tháng 5 năm 2005 |                     | 5     |               |               |  |  |           |           |
|  | Ukraina             | 3                   |                     |       |               |               |  |  |           |           |
|  | Ukraina             | 3                   | Bồ Đào Nha (p)      | 6 (2) |               |               |  |  |           |           |
|  | 12 tháng 5 năm 2005 |                     | Bồ Đào Nha (p)      | 6 (2) |               |               |  |  |           |           |
|  |                     | Brasil              | 6 (1)               |       | Tranh hạng ba | Tranh hạng ba |  |  |           |           |
|  | Brasil              | Brasil              | 6 (1)               | 9     | Tranh hạng ba | Tranh hạng ba |  |  |           |           |
|  | Brasil              |                     | 15 tháng 5 năm 2005 | 9     |               |               |  |  |           |           |
|  | Argentina           | 3                   |                     |       |               |               |  |  |           |           |
|  | Argentina           | 3                   | Nhật Bản            | 2     |               |               |  |  |           |           |
|  |                     |                     |                     |       |               |               |  |  |           |           |
|  | Brasil              | 11                  |                     |       |               |               |  |  |           |           |
|  | Brasil              | 11                  |                     |       |               |               |  |  |           |           |

### Tứ kết
| Pháp                                                                             | 7–4      | Tây Ban Nha                    |
| -------------------------------------------------------------------------------- | -------- | ------------------------------ |
| Valeiro 5' (l.n.) · Mendy 7', 13' · Cardoso 19', 36' · Edouard 22' · Cantona 28' | Chi tiết | 12', 34' David · 24', 36' Nico |

| Bồ Đào Nha                                      | 5–3      | Ukraina                                 |
| ----------------------------------------------- | -------- | --------------------------------------- |
| Jonas 12' · Belchior 14', 29' · Madjer 15', 25' | Chi tiết | 8' Bozhenko · 25' Pylypenko · 36' Moroz |

| Uruguay                      | 3–4      | Nhật Bản                                      |
| ---------------------------- | -------- | --------------------------------------------- |
| Ricar 1', 24' · Parrillo 17' | Chi tiết | 18', 23' Kawaharazuka · 18' Makino · 20' Toma |

| Brasil                                                                                    | 9–3      | Argentina                                   |
| ----------------------------------------------------------------------------------------- | -------- | ------------------------------------------- |
| Romário 1', 30', 33' · Jorginho 2' · Nenem 7', 22' · Juninho 8' · Benjamin 15' · Buru 35' | Chi tiết | 7' S. Hilaire · 32' E. Hilaire · 34' Acosta |

### Bán kết
| Brasil                                          | 6–6 (s.h.p.) | Bồ Đào Nha                                     |
| ----------------------------------------------- | ------------ | ---------------------------------------------- |
| Benjamin 1', 16' · Bruno 5', 6', 8' · Nenem 22' | Chi tiết     | 1' Alan · 2', 8', 22', 27' Madjer · 4' Marinho |
| Loạt sút luân lưu                               |              |                                                |
| Bruno · Jorginho                                | 1–2          | Alan · Madjer                                  |

| Pháp                                        | 4–1      | Nhật Bản         |
| ------------------------------------------- | -------- | ---------------- |
| Mendy 4', 18' · Sciortino 32' · Cardoso 34' | Chi tiết | 35' Kawaharazuka |

### Tranh hạng ba
| Nhật Bản                          | 2–11     | Brasil |
| --------------------------------- | -------- | --- |
| Kawaharazuka 3' · Wakabayashi 16' | Chi tiết | 7' Junior Negão · 8', 19' Buru · 10' Juninho · 13', 21' Nenem · 17' Benjamin · 24', 25', 27' Romário · 33' Jorginho |

### Chung kết
| Pháp               | 3–3 (s.h.p.) | Bồ Đào Nha                     |
| ------------------ | ------------ | ------------------------------ |
| Mendy 3', 17', 29' | Chi tiết     | 24' Madjer · 34', 35' Belchior |
| Loạt sút luân lưu  |              |                                |
| Ottavy             | 1–0          | Alan                           |

## Vô địch
| Giải vô địch bóng đá bãi biển thế giới 2005 |
| ------------------------------------------- |
| · Pháp · Lần thứ 1                          |

## Giải thưởng
| Quả bóng vàng        | Quả bóng vàng   | Quả bóng bạc   | Quả bóng bạc   | Quả bóng đồng   | Quả bóng đồng   |
| -------------------- | --------------- | -------------- | -------------- | --------------- | --------------- |
| Madjer               | Madjer          | Nenem          | Nenem          | Amarelle        | Amarelle        |
| Chiếc giày vàng      | Chiếc giày vàng | Chiếc giày bạc | Chiếc giày bạc | Chiếc giày đồng | Chiếc giày đồng |
| Madjer               | Madjer          | Nenem          | Nenem          | Mendy           | Mendy           |
| 12 bàn               | 12 bàn          | 9 bàn          | 9 bàn          | 8 bàn           | 8 bàn           |
| Giải phòng cách FIFA |                 |                |                |                 |                 |
| Nhật Bản             |                 |                |                |                 |                 |

## Cầu thủ ghi bàn
| 12 bàn - Madjer 9 bàn - Nenem 8 bàn - Anthony Mendy 6 bàn - Romário - Benjamin - Buru - Jairzinho Cardoso 5 bàn - Belchior - Ricar - Alan | 4 bàn - David - Parrillo - Juninho - Takeshi Kawaharazuka 3 bàn - Yevgen Varenytsya - Amarelle - Dmytro Koryenyev - Oleksandr Pylypenko - Sergiy Bozhenko - Noel Sciortino - Junior Negão - Thierry Ottavy 2 bàn - Bruno - Ricardo Francisco | 2 bàn (tiếp) - Alberto Acosta - Ezequiel Hilaire - Federico Hilaire - Martin - Nico - Seba - Victor Moroz - Jonas - Didier Samoun - Jean-Marc Edouard - Jorginho - Marinho - Masahito Toma 25 cầu thủ khác mỗi cầu thủ 1 bàn Bàn phản lưới nhà - Valeiro (trong trận gặp Pháp) |

## Bảng xếp hạng giải đấu
| VT | Đội         |
| -- | ----------- |
| 1  | Pháp        |
| 2  | Bồ Đào Nha  |
| 3  | Brasil      |
| 4  | Nhật Bản    |
| 5  | Uruguay     |
| 6  | Ukraina     |
| 7  | Tây Ban Nha |
| 8  | Argentina   |
| 9  | Úc          |
| 10 | Hoa Kỳ      |
| 11 | Thái Lan    |
| 12 | Nam Phi     |